# Plan de Santo Tomás
Plan de Santo Tomás är en ort i Mexiko.   Den ligger i kommunen Las Margaritas och delstaten Chiapas, i den sydöstra delen av landet, 900 km öster om huvudstaden Mexico City. Plan de Santo Tomás ligger 848 meter över havet och antalet invånare är 598.
Terrängen runt Plan de Santo Tomás är kuperad åt sydväst, men åt nordost är den bergig. Terrängen runt Plan de Santo Tomás sluttar österut. Runt Plan de Santo Tomás är det ganska glesbefolkat, med 30 invånare per kvadratkilometer. Närmaste större samhälle är San Bartolo, 16,0 km nordost om Plan de Santo Tomás. I omgivningarna runt Plan de Santo Tomás växer i huvudsak städsegrön lövskog.